# Libnotes laterospinosa
Libnotes laterospinosa är en tvåvingeart som först beskrevs av Alexander 1972.  Libnotes laterospinosa ingår i släktet Libnotes och familjen småharkrankar. Inga underarter finns listade i Catalogue of Life.